# Huddinge fögderi
Huddinge fögderi avsåg den lokala skattemyndighetens verksamhetsområde i nuvarande Huddinge, Botkyrka och Salems kommuner mellan åren 1967 och 1991. Efter detta år omorganiserades skatteväsendet och fögderierna ersattes av en skattemyndighet för varje län - i detta fall den för Stockholms län. År 2004 gick verksamheten upp i det nybildade Skatteverket.
Huddinge fögderi föregicks av flera mindre fögderier, vilka sedermera även delvis hamnade under Handens och Södertälje fögderier.
- Svartlösa och Öknebo fögderi (1720-1839)
  - Sotholms, Svartlösa och Öknebo fögderi (1840-1885) (Endast Botkyrka socken)
  - Södertörns fögderi (1840-1945)
    - Svartlösa fögderi (1946-1966) (Huddinge)
    - Öknebo fögderi (1946-1966) (Botkyrka och Salem)